# 迎泽宾馆
迎泽宾馆，位于中华人民共和国山西省太原市迎泽区柳巷街道铁匠巷社区迎泽大街189号（中段北侧），对面为迎泽公园。已列为太原市文物保护单位。
迎泽宾馆于1955年开业。2011年12月31日，太原市人民政府公布其为第三批市级文物保护单位，编号104。